# Альта-Меса (цвинтар)
Меморіальний парк Альта-Меса (англ. Alta Mesa Memorial Park) — міжконфесійний цвинтар, який розташований у місті Пало-Альто в Каліфорнії США. Заснований у 1904 році. Цвинтар, крім традиційних місць для поховань, має також мавзолеї та колумбарії.

## Відомі особистості, які поховані на цвинтарі
- Тимошенко Степан Прокопович — відомий вчений.
- Вільям Бредфорд Шоклі — фізик, дослідник напівпровідників і транзисторів.
- Терман Фредерік Еммонс — американський вчений; вважається «батьком Кремнієвої долини» (поряд з Вільямом Шоклі).
- Стів Джобс — американський підприємець, винахідник.